# Championnats de France de natation en petit bassin 2009
Navigation
Angers 2008 Chartres 2010
Les Championnats de France de natation 2009 en petit bassin, la 6e édition, se sont tenus du 4 au 6 décembre 2009 à Chartres.
Le tout récent complexe aquatique l'Odyssée est le cadre des 34 épreuves de ces championnats.

## Podiums

### Hommes
| Épreuves   | Or                                        | Or                | Argent                                               | Argent         | Bronze                                     | Bronze         |
| ---------- | ----------------------------------------- | ----------------- | ---------------------------------------------------- | -------------- | ------------------------------------------ | -------------- |
| Nage libre |                                           |                   |                                                      |                |                                            |                |
| 50 m       | Amaury Leveaux Lagardère Paris Racing     | 21 s 55           | Grégory Mallet CN Marseille                          | 21 s 84        | Jérémy Stravius Amiens Métropole N.        | 22 s 01        |
| 100 m      | Amaury Leveaux Lagardère Paris Racing     | 47 s 82           | Grégory Mallet CN Marseille                          | 47 s 85        | William Meynard CN Marseille               | 48 s 72        |
| 200 m      | Yannick Agnel Olympic Nice Natation       | 1 min 44 s 06     | Grégory Mallet CN Marseille                          | 1 min 45 s 25  | Jérémy Stravius Amiens Métropole N.        | 1 min 46 s 03  |
| 400 m      | Yannick Agnel Olympic Nice Natation       | 3 min 43 s 55     | Sébastien Rouault Mulhouse ON                        | 3 min 45 s 05  | Anthony Pannier Lyon Nat.                  | 3 min 47 s 82  |
| 1 500 m    | Sébastien Rouault Mulhouse ON             | 14 min 40 s 35 RC | Anthony Pannier Lyon Nat.                            | 14 min 58 s 26 | Xavier Leprêtre Lyon Nat.                  | 15 min 04 s 58 |
| Papillon   |                                           |                   |                                                      |                |                                            |                |
| 50 m       | Frédérick Bousquet CN Marseille           | 22 s 65           | Amaury Leveaux Lagardère Paris Racing                | 23 s 12        | Florent Manaudou Ambérieu Natation         | 24 s 03        |
| 100 m      | Frédérick Bousquet CN Marseille           | 51 s 76           | Cyril Marchant CN Cannes                             | 53 s 43        | Mehdy Metella Dauphins du TOEC             | 53 s 64        |
| 200 m      | Pierre Roger Lagardère Paris Racing       | 1 min 56 s 60     | Cyril Marchant CN Cannes Romain Sassot Lyon Natation | 1 min 56 s 84  |                                            |                |
| Dos        |                                           |                   |                                                      |                |                                            |                |
| 50 m       | Benjamin Stasiulis Lagardère Paris Racing | 23 s 77           | Camille Lacourt CN Marseille                         | 23 s 81        | Jérémy Stravius Amiens Métropole Natation  | 23 s 93        |
| 100 m      | Camille Lacourt CN Marseille              | 50 s 86 RC        | Benjamin Stasiulis Lagardère Paris Racing            | 51 s 18        | Jérémy Stravius Amiens Métropole Natation  | 51 s 29        |
| 200 m      | Benjamin Stasiulis Lagardère Paris Racing | 1 min 51 s 66 RC  | Pierre Roger Lagardère Paris Racing                  | 1 min 52 s 44  | Camille Lacourt CN Marseille               | 1 min 53 s 44  |
| Brasse     |                                           |                   |                                                      |                |                                            |                |
| 50 m       | Giacomo Perez-Dortona CN Marseille        | 27 s 47           | Florent Manaudou Ambérieu Natation                   | 27 s 84        | Maxime Bussière CN Marseille               | 27 s 91        |
| 100 m      | Giacomo Perez-Dortona CN Marseille        | 59 s 26           | Hugues Duboscq CN Le Havre                           | 1 min 00 s 15  | Julien Nicolardot Mulhouse ON              | 1 min 01 s 12  |
| 200 m      | Giacomo Perez-Dortona CN Marseille        | 2 min 08 s 99     | Julien Nicolardot Mulhouse ON                        | 2 min 10 s 67  | Fabien Horth Aqua Club Pontault-Roissy     | 2 min 11 s 49  |
| 4 nages    |                                           |                   |                                                      |                |                                            |                |
| 100 m      | Florent Manaudou Ambérieu Natation        | 54 s 52           | Fabien Horth Aqua Club Pontault-Roissy               | 54 s 89        | Joris Desmaret CN Marseille                | 55 s 52        |
| 200 m      | Fabien Horth Aqua Club Pontault-Roissy    | 1 min 59 s 40     | Quentin Coton CN Antibes                             | 2 min 00 s 34  | Guillaume Strohmeyer Olympic Nice Natation | 2 min 01 s 28  |
| 400 m      | Anthony Pannier Lyon Nat.                 | 4 min 11 s 50     | Sébastien Rouault Mulhouse ON                        | 4 min s 11 92  | Quentin Coton CN Antibes                   | 4 min 16 s 11  |

### Femmes
| Épreuves   | Or                                        | Or            | Argent                                    | Argent        | Bronze                                   | Bronze        |
| ---------- | ----------------------------------------- | ------------- | ----------------------------------------- | ------------- | ---------------------------------------- | ------------- |
| Nage libre |                                           |               |                                           |               |                                          |               |
| 50 m       | Aurore Mongel Mulhouse ON                 | 25 s 11       | Hanna Shcherba ES Nanterre                | 25 s 31       | Mathilde Cini Valence Triathlon          | 25 s 34       |
| 100 m      | Aurore Mongel Mulhouse ON                 | 54 s 04       | Hanna Shcherba ES Nanterre                | 54 s 87       | Mylène Lazare AAS Sarcelles Nat. 95      | 54 s 96       |
| 200 m      | Camille Muffat Olympic Nice Nat.          | 1 min 56 s 11 | Ophélie-Cyrielle Étienne Dauphins du TOEC | 1 min 56 s 12 | Mylène Lazare AAS Sarcelles Nat. 95      | 1 min 57 s 06 |
| 400 m      | Camille Muffat Olympic Nice Nat.          | 4 min 3 s 25  | Ophélie-Cyrielle Étienne Dauphins du TOEC | 4 min 3 s 56  | Coralie Balmy Dauphins du TOEC           | 4 min 5 s 88  |
| 800 m      | Ophélie-Cyrielle Étienne Dauphins du TOEC | 8 min 23 s 70 | Margaux Fabre Canet 66 natation           | 8 min 34 s 56 | Sophie Huber CN Sarreguemines            | 8 min 35 s 19 |
| Papillon   |                                           |               |                                           |               |                                          |               |
| 50 m       | Mélanie Henique Amiens Métropole Nat.     | 25 s 76       | Diane Bui Duyet AAS Sarcelles Nat. 95     | 25 s 84       | Aurore Mongel Mulhouse ON                | 26 s 33       |
| 100 m      | Diane Bui Duyet AAS Sarcelles Nat. 95     | 57 s 68       | Aurore Mongel Mulhouse ON                 | 57 s 98       | Léa Giraudon CN 95 Ézanville             | 59 s 56       |
| 200 m      | Aurore Mongel Mulhouse ON                 | 2 min 5 s 04  | Léa Giraudon CN 95 Ézanville              | 2 min 8 s 85  | Lara Grangeon CN Calédoniens             | 2 min 9 s 50  |
| Dos        |                                           |               |                                           |               |                                          |               |
| 50 m       | Alexianne Castel Dauphins du TOEC         | 27 s 76       | Alison Léger AAS Sarcelles Nat. 95        | 28 s 68       | Cloé Crédeville CS Meaux Nat.            | 28 s 76       |
| 100 m      | Alexianne Castel Dauphins du TOEC         | 59 s 21       | Ophélie-Cyrielle Étienne Dauphins du TOEC | 1 min 0 s 85  | Cloé Crédeville CS Meaux Nat.            | 1 min 1 s 10  |
| 200 m      | Alexianne Castel Dauphins du TOEC         | 2 min 03 s 92 | Ophélie-Cyrielle Étienne Dauphins du TOEC | 2 min 07 s 36 | Camille Muffat Olympic Nice Natation     | 2 min 07 s 78 |
| Brasse     |                                           |               |                                           |               |                                          |               |
| 50 m       | Fanny Babou CNS Saint-Estève              | 31 s 54       | Sophie de Ronchi ES Massy Natation        | 31 s 80       | Andréa Baudry CN Marseille               | 32 s 60       |
| 100 m      | Sophie de Ronchi ES Massy Natation        | 1 min 07 s 40 | Fanny Babou CNS Saint-Estève              | 1 min 08 s 47 | Coralie Dobral ES Massy Natation         | 1 min 09 s 34 |
| 200 m      | Fanny Babou CNS Saint-Estève              | 2 min 25 s 34 | Sophie de Ronchi ES Massy Natation        | 2 min 26 s 07 | Coralie Dobral ES Massy Natation         | 2 min 27 s 08 |
| 4 nages    |                                           |               |                                           |               |                                          |               |
| 100 m      | Sophie de Ronchi ES Massy Natation        | 1 min 01 s 31 | Lara Grangeon CN Calédoniens              | 1 min 02 s 14 | Mélissia Delarbre Lyon Natation          | 1 min 03 s 54 |
| 200 m      | Camille Muffat Olympic Nice Nat.          | 2 min 9 s 51  | Joanne Andraca AC Hyères                  | 2 min 12 s 13 | Lara Grangeon CN Calédoniens             | 2 min 12 s 67 |
| 400 m      | Joanne Andraca AC Hyères                  | 4 min 34 s 37 | Lara Grangeon CN Calédoniens              | 4 min 36 s 85 | Isabelle Mabboux AC Boulogne-Billancourt | 4 min 47 s 87 |

## Légende
- RC : Record des championnats de France